# Zeszyty Historyczne
„Zeszyty Historyczne” – kwartalnik (do 1973 półrocznik) emigracyjny wydawany w latach 1962–2010 przez Instytut Literacki w Paryżu (od 2003 redagowany przez warszawskie Towarzystwo Opieki nad Archiwum Instytutu Literackiego w Paryżu). Publikował dokumenty, relacje, pamiętniki, wspomnienia i opracowania poświęcone najnowszej historii Polski. Z uwagi na to, że było wydawane na emigracji, a co za tym idzie pozbawione ingerencji cenzury, pismo stanowiło wolne forum dyskusji i prezentacji badań naukowych. Skupiało wielu wybitnych badaczy i publicystów emigracyjnych (m.in. Piotr Wandycz, Józef Garliński, Zbigniew S. Siemaszko, Tadeusz Wyrwa) i krajowych (m.in. Grzegorz Mazur, Andrzej Friszke, Andrzej Paczkowski, Aleksandra Ziółkowska-Boehm).
W okresie PRL niektórzy autorzy krajowi publikowali swoje teksty w „Zeszytach Historycznych” pod pseudonimami. Po 1980 pismo było przedrukowywane w kraju m.in. przez Krakowskie Towarzystwo Wydawnicze (do 1989 poza zasięgiem cenzury). W połowie lat 90. nakładem Oficyny Wydawniczej Pomost ukazała się w Polsce reedycja pierwszych stu numerów.
Przez niemal 40 lat redaktorem był Jerzy Giedroyc, po jego śmierci w 2000 – Zofia Hertz (od września 2000 do czerwca 2003), a od czerwca 2003 do 2009 pismo redagował Jacek Krawczyk.
W 2009 w dowodzie uznania za wkład w ochronę polskiego dziedzictwa narodowego poza granicami kraju, Prezes Instytutu Pamięci Narodowej uhonorował zespół redakcyjny kwartalnika „Zeszyty Historyczne” nagrodą „Kustosza Pamięci Narodowej”.
W czerwcu 2010 ukazał się ostatni 171 numer „Zeszytów Historycznych”.